# Боснич, Марк
Марк Бо́снич (англ. Mark Bosnich; род. 13 января 1972, Фэрфилд, Новый Южный Уэльс) — австралийский футболист. Был признан лучшим вратарем Океании XX века, хотя и сыграл за сборную страны чуть более полутора десятков матчей (между 1993 и 2000).
В 2008 году объявил о возобновлении карьеры.

## Краткая биография
В 16 лет Марк переехал в Англию, где выступал за «Манчестер Юнайтед». Затем 8 лет играл за «Астон Виллу». За сборную страны провёл 17 матчей (между 1993 и 2000). Играл за неё на Олимпиаде-1992 в Барселоне.
В декабре 2002 года Боснич был дисквалифицирован на 9 месяцев за употребление кокаина. После этого «Челси» в одностороннем порядке разорвал с ним контракт. Сам футболист сказал, что кокаин ему в стакан подбросила незнакомая ему девушка из ночного клуба. В 2003 году Боснич был арестован за избиение своей девушки, модели Софи Андертон.

## Достижения
Командные
 «Астон Вилла»
- Обладатель Кубка Футбольной лиги (2): 1994, 1996
- Итого: 2 трофея

 «Манчестер Юнайтед»
- Чемпион Премьер-лиги (1): 1999/00
- Обладатель Межконтинентального кубка (1): 1999
- Итого: 2 трофея